# 皮奥萨斯科
皮奥萨斯科（義大利語：Piossasco），是意大利都灵省的一个市镇。总面积39平方公里，人口18193人，人口密度466.5人/平方公里（2009年）。ISTAT代码为001194。

## 友好城市
- 法國Cran-Gevrier 1991年